# Chiesa di San Giuliano Martire (Roma)

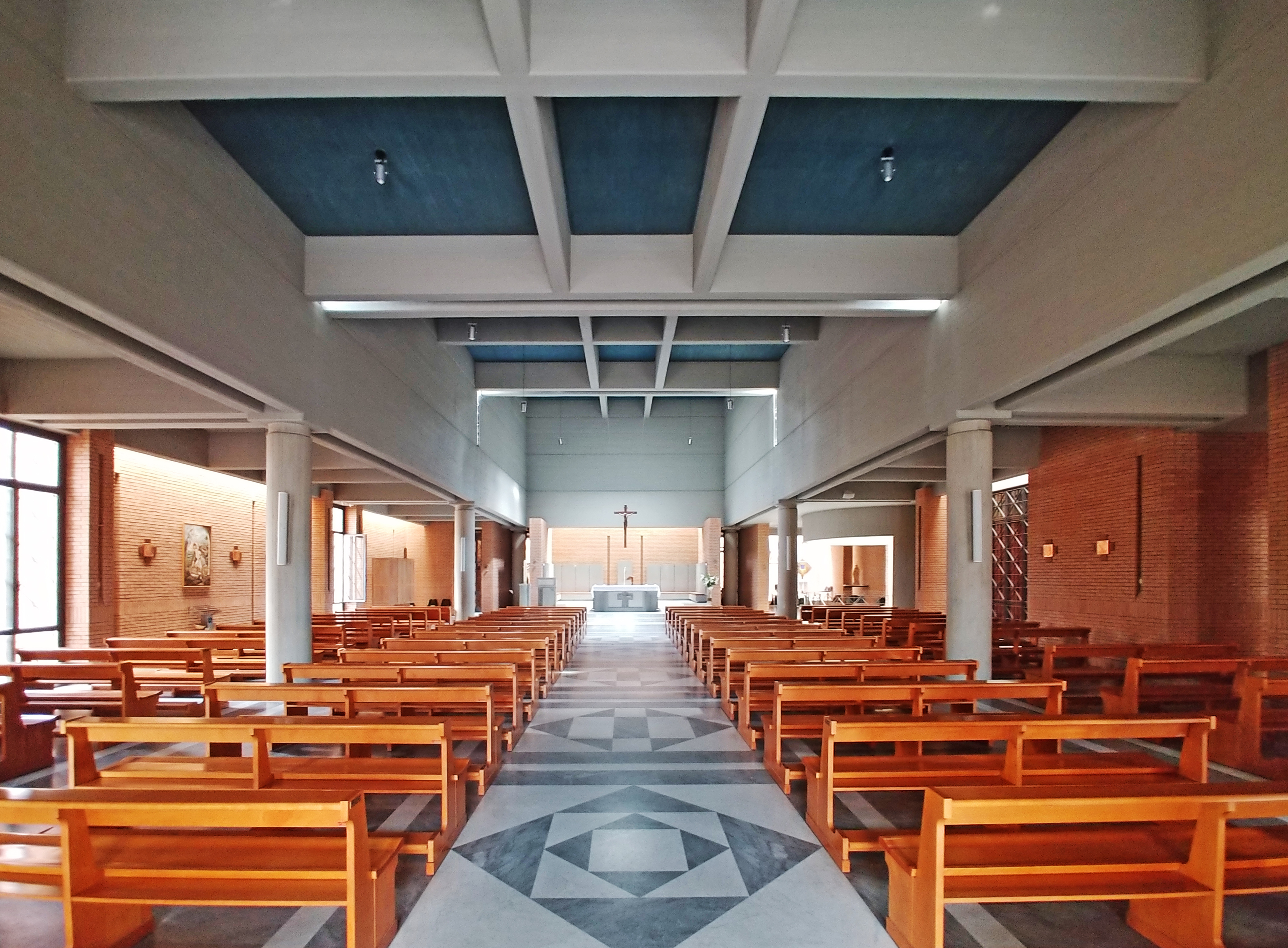
L'interno

La chiesa di San Giuliano è un luogo di culto cattolico di Roma, situato nella zona Tomba di Nerone, in via Cassia, a poche decine di metri dal grande raccordo anulare.

## Storia
Opera dell'architetto Igino Pineschi, fu costruita all'inizio degli anni novanta e consacrata solennemente dal cardinal Camillo Ruini il 18 novembre 1995; è dedicata a San Giuliano, martire del II secolo, compatrono della città di Sora. È sede parrocchiale, eretta il 21 dicembre 1980 con decreto del cardinale vicario Ugo Poletti La situazione religiosa. Il 2 marzo 1997 la chiesa ricevette la visita di papa Giovanni Paolo II.
Su questa chiesa insiste la diaconia di san Giuliano Martire, istituita il 18 febbraio 2012 da papa Benedetto XVI.